# Cardepia definiens
Cardepia definiens là một loài bướm đêm trong họ Noctuidae.